# コナン・ザ・アドベンチャー (アニメ)
『コナン・ザ・アドベンチャー』（原題：Conan the Adventurer）は、サンボウ・プロダクションが制作したアメリカ合衆国のテレビアニメ。アメリカでは1992年9月12日から1993年11月23日までに全65話が放送された。

## 概要
ロバート・E・ハワードが著者となって描かれた『英雄コナン』を原作とした作品であり、アニメ化に際してコナンのヒーロー性を強調した作品となっている。
シーズン2よりフランスと日本に拠点を置くC&Dが製作に参加したことで、アメリカ・カナダ・フランス・日本・韓国の5ヶ国共同制作へと移行した。
1994年には本作の続編である『Conan and the Young Warriors』がアメリカで放送された。こちらはシーズン1と同様の製作陣でアメリカ主導・韓国実制作の体制に戻った。ただし、ストーリーは本作とは殆ど繋がりがない。

## ストーリー
数年前、祖父と共にトレッキングを行っていたコナンは流星が山に墜ちるのを目撃し、地面に散らばった隕石の欠片を集めて家に持ち帰った。コナンの父親は鍛冶屋として隕石の欠片を加工、「スターメダル」と名付けられたそれは非常に丈夫な素材として様々な道具や武器の一部として組み合わせて商売を行ったが、唯一最高傑作と謳われた剣は地下室に設置された石板へと保管され、コナンが石板を持ち上げるまで封印された状態となっていた。
数年後、スネーク・カルトの最高司祭であるラース・アモンは「スターメダル」に自身が崇拝する神、セットを解放する力があることを突き止めキンメリアに住むコナンの父親と接触するが、「スターメダル」の在庫は全て切らしたと返される。その発言を信じないラース・アモンは父親を含めたコナンの家族を彫像に変え、コナンは石板を取り除き剣を手に戦うもラース・アモンには逃げられてしまう。
こうしてコナンは馬のサンダーと共に、家族を元に戻す方法を探しつつラース・アモンの野望を阻止するべくハイボリア大陸へと旅立つのであった。

## 登場キャラクター

### ヒーローズ
コナン
声 - マイケル・ドノヴァン
ニードル
声 - マイケル・ビーティー
ズーラ
声 - アーサー・バーグハート
ジェズミン
声 - ジャニス・ジョード
グレイウルフ
声 - スコット・マクニール
スナッグ
声 - ゲイリー・チョーク
ファルケナール
声 - アレック・ウィローズ

### スネーク・カルト
セット
声 - リチャード・ニューマン
ラース・アモン
声 - スコット・マクニール
スカルカー
声 - ダグ・パーカー
ウィンドファング
声 - ダグ・パーカー
ラム・アモン
声 - アーサー・バーグハート

## スタッフ
- 制作総指揮 - ジョー・バカル、トム・グリフィン、Ｃ・Ｊ・ケトラー、ジャン・シャロピン（シーズン2）
- アニメーション総監督（シーズン1） - カレン・ピーターソン、グラハム・モリス
- 監督（シーズン2） - ベルナール・デリエス、クリスチャン・ショケ
- C&D
  - 監督 - 三浦将則、岡部英二
  - アニメーションプロデューサー - 早乙女弘
  - アニメーション制作担当 - 大槻博文、シミズ・ヒデタカ、オオタ・マサト
  - アニメーション監督 - 亀崎経史
- 音楽 - チェイス/ラッカー・プロダクション
- クリエイティブ・プロデューサー（シーズン2） - タカシ（増永隆）
- アニメーション制作 - AKOM、C&D（シーズン2[注 1]）
- 製作協力（シーズン2） - ジェットラグ・プロダクション、ABプロダクション、CNC
- 製作 - サンボウ・プロダクション、グラーツ・エンターテイメント（シーズン1）、C&D（シーズン2）

## 放映リスト
| #        | サブタイトル                           | 放送日         |
| -------- | -------------------------------------- | -------------- |
| 1（S1）  | The Night of Fiery Tears               | 1992年 9月12日 |
| 2        | Blood Brother                          | 9月19日        |
| 3        | Star of Shadizar                       | 9月26日        |
| 4        | Conan the Gladiator                    | 10月3日        |
| 5        | The Heart of Rakkir                    | 10月10日       |
| 6        | Men of Stone                           | 10月17日       |
| 7        | The Terrible Torrinon                  | 10月24日       |
| 8        | Greywolf of Xanthus                    | 10月31日       |
| 9        | Shadow Walkers                         | 11月7日        |
| 10       | The Claw of Heaven                     | 11月14日       |
| 11       | The Serpent Riders of Set              | 11月21日       |
| 12       | Windfang's Eyrie                       | 11月28日       |
| 13       | Seven Against Stygia                   | 12月5日        |
| 14（S2） | Tribal Warfare                         | 1993年 9月13日 |
| 15       | Curse of Ahx' oon                      | 9月14日        |
| 16       | The Master Thief of Shadizar           | 9月15日        |
| 17       | The Vengeance of Jhebbal Sag           | 9月16日        |
| 18       | The Red Brotherhood                    | 9月17日        |
| 19       | Thunder and Lightning                  | 9月20日        |
| 20       | The Crevasse of Winds                  | 9月21日        |
| 21       | Hanuman the Ape God                    | 9月22日        |
| 22       | Isle of the Naiads                     | 9月23日        |
| 23       | In Days of Old                         | 9月24日        |
| 24       | Birth of Wrath-Amon                    | 9月27日        |
| 25       | Earthbound                             | 9月28日        |
| 26       | The Treachery of Emperors              | 9月29日        |
| 27       | A Needle in a Haystack                 | 9月30日        |
| 28       | Return to Tarantia                     | 10月1日        |
| 29       | The Book of Skelos                     | 10月4日        |
| 30       | Labors of Conan                        | 10月5日        |
| 31       | The Amulet of Vathelos                 | 10月6日        |
| 32       | Final Hours of Conan                   | 10月7日        |
| 33       | An Evil Wind in Kusan                  | 10月8日        |
| 34       | Blood of my Blood                      | 10月11日       |
| 35       | Dragon's Breath                        | 10月12日       |
| 36       | The Queen of Stygia                    | 10月13日       |
| 37       | Nature of the Beast                    | 10月14日       |
| 38       | City of the Burning Skull              | 10月15日       |
| 39       | Son of Atlantis                        | 10月18日       |
| 40       | Conn Rides Again                       | 10月19日       |
| 41       | Down to the Dregs                      | 10月20日       |
| 42       | Dregs-Amon the Great                   | 10月21日       |
| 43       | The Wolfmother                         | 10月22日       |
| 44       | Conan of the Kosaki                    | 10月25日       |
| 45       | Torrinon Returns                       | 10月26日       |
| 46       | The Frost Giant's Daughter             | 10月27日       |
| 47       | Cornucopia of Grondar                  | 10月28日       |
| 48       | When Tolls the Bell of Night           | 10月29日       |
| 49       | The Last Dagger of Manir               | 11月1日        |
| 50       | Thorns of Midnight                     | 11月2日        |
| 51       | The Vale of Amazons                    | 11月3日        |
| 52       | Bones of Damballa                      | 11月4日        |
| 53       | Turn About is Foul Play                | 11月5日        |
| 54       | Once & Future Conan                    | 11月8日        |
| 55       | The Sword of Destiny                   | 11月9日        |
| 56       | Sword, Sai & Shuriken                  | 11月10日       |
| 57       | Full Moon Rising                       | 11月11日       |
| 58       | The Stealer of Souls                   | 11月12日       |
| 59       | Amra the Lion                          | 11月15日       |
| 60       | Escape of Ram-Amon                     | 11月16日       |
| 61       | The Star Metal Monster                 | 11月17日       |
| 62       | Into the Abyss                         | 11月18日       |
| 63       | A Serpent Coils the Earth, Episode I   | 11月19日       |
| 64       | A Serpent Coils the Earth, Episode II  | 11月22日       |
| 65       | A Serpent Coils the Earth, Episode III | 11月23日       |